# Kastenmühle (Gefrees)
Kastenmühle ist ein Gemeindeteil der Stadt Gefrees im Landkreis Bayreuth (Oberfranken, Bayern). Kastenmühle liegt in der Gemarkung Grünstein.

## Geografie
Die Einöde liegt am Lübnitzbach und bildet mit Gefrees eine geschlossene Siedlung. Im Osten grenzen Sportanlagen an. Der Bühlweg führt 300 Meter nördlich zur Hauptstraße (=Kreisstraße BT 48).

## Geschichte
Gegen Ende des 18. Jahrhunderts bestand Kastenmühle aus einem Anwesen. Die Hochgerichtsbarkeit stand dem bayreuthischen Stadtvogteiamt Gefrees zu. Das bayreuthische Amt Stein war Grundherr der Mühle.
Von 1797 bis 1810 unterstand Kastenmühle dem Justiz- und Kammeramt Gefrees. Infolge des Ersten Gemeindeedikts wurde Kastenmühle dem 1812 gebildeten Steuerdistrikt Metzlersreuth und der zugleich entstandenen Munizipalgemeinde Gefrees zugewiesen. 1827 würde Kastenmühle an die Ruralgemeinde Grünstein abgegeben.  Am 1. April 1927 wurde Kastenmühle nach Gefrees eingegliedert.

### Baudenkmäler
- Haus Nr. 1: Mühle

### Einwohnerentwicklung
| Jahr      | 001812 | 001819 | 001861 | 001871 | 001885 | 001900 | 001925 | 001950 | 001961 | 001970 | 001987 |
| Einwohner | 9      | *      | 15     | 10     | 12     | 17     | 18     | *      | *      | 6      | 6      |
| Häuser    | 1      |        |        |        | 1      | 1      | 3      | *      | *      |        | 1      |
| Quelle    | [ 6 ]  | [ 9 ]  | [ 10 ] | [ 11 ] | [ 12 ] | [ 13 ] | [ 14 ] | [ 15 ] | [ 16 ] | [ 17 ] | [ 1 ]  |

## Religion
Kastenmühle ist evangelisch-lutherisch geprägt und bis heute nach St. Johannes der Täufer (Gefrees) gepfarrt.